# オオテンジクザメ
オオテンジクザメ(大天竺鮫、Nebrius ferrugineus)はテンジクザメ目コモリザメ科に属するサメの一種。オオテンジクザメ属唯一の現生種。インド太平洋沿岸の70m以浅に生息。円筒形の体と平たい頭はホホジロザメ、コモリザメ他に似るが、尖った背鰭と鎌形の胸鰭で区別できる。最大3.2m。
昼間は洞窟などで休んでいる。夜間は穴などに潜む獲物を活発に探し、吸い込んで食べる。餌は主にタコだが他の小動物も食べる。無体盤性胎生で、テンジクザメ目唯一の卵食性。出生時はかなり大きく、産仔数は少ない。
コモリザメに比べ大人しいが、強力な顎と鋭い歯を持つ。商業的に漁獲される他、ゲームフィッシュとしても扱われる。IUCNは危急種としている。

## 分類

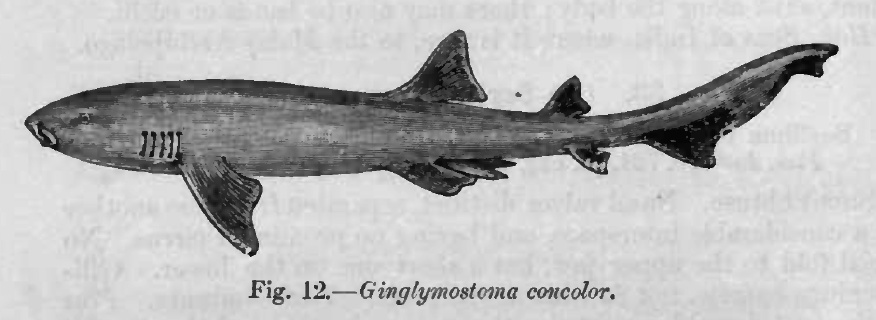
Fauna of British India(1889)によるイラスト

最初、フランスの博物学者René-Primevère Lessonにより、ニューギニアからの1.4mの標本を元にScyllium ferrugineumを記載した。1831年にその記録Voyage au tour du monde, sur la corvette La Coquilleが出版された。一方、1837年、ドイツの博物学者Eduard Rüppellは紅海からの標本を元に詳細な研究を行い、Nebrius concolorを記載した。1984年にLeonard Compagnoによってシノニムとされるまで、両方の名が別属(GinglymostomaとNebrius)として保持されていた。Compagnoは、この2種を区別している歯の形の差は、N. concolorが若い個体であったことによることを明らかにした。
属名Nebriusは古代ギリシア語nebrisまたはnebridos(黄色)に由来し、皮膚の色に因んだものである。種小名ferrugineusはラテン語で"錆色"を意味する。形態比較に基づくと、Nebrius属とコモリザメ属(Ginglymostoma)が単系統群を構成し、この群はPseudoginglymostoma brevicaudatum・ジンベイザメ(Rhincodon typus)・トラフザメ(Stegostoma fasciatum)を含むクレードに位置づけられる可能性が考えられている。

## 分布
インド太平洋に分布する。インド洋ではクワズール・ナタール州から紅海・ペルシャ湾・インド、マダガスカル・モーリシャス・チャゴス諸島・セイシェル・モルディブを含む。西太平洋では南日本から中国沿岸・フィリピン・東南アジア・インドネシア・オーストラリア北岸まで。中央太平洋ではニューカレドニア・サモア・パラオ・マーシャル諸島・タヒチで確認されている。中新世前期(23-16Ma)に遡る、ブラジル北部のPirabas層から化石化した歯が出土している。これはパナマ地峡形成前に、分布が熱帯大西洋に及んでいたことを示している。
沿岸性で、大陸棚の砂底・藻場・サンゴ礁や岩礁の外縁に生息する。普通は深度5-30mにいるが、体がぎりぎり浸かるくらいの砕波帯からサンゴ礁の深度70mにまで見られる。未成体は主にラグーンの浅瀬にいる。

## 形態

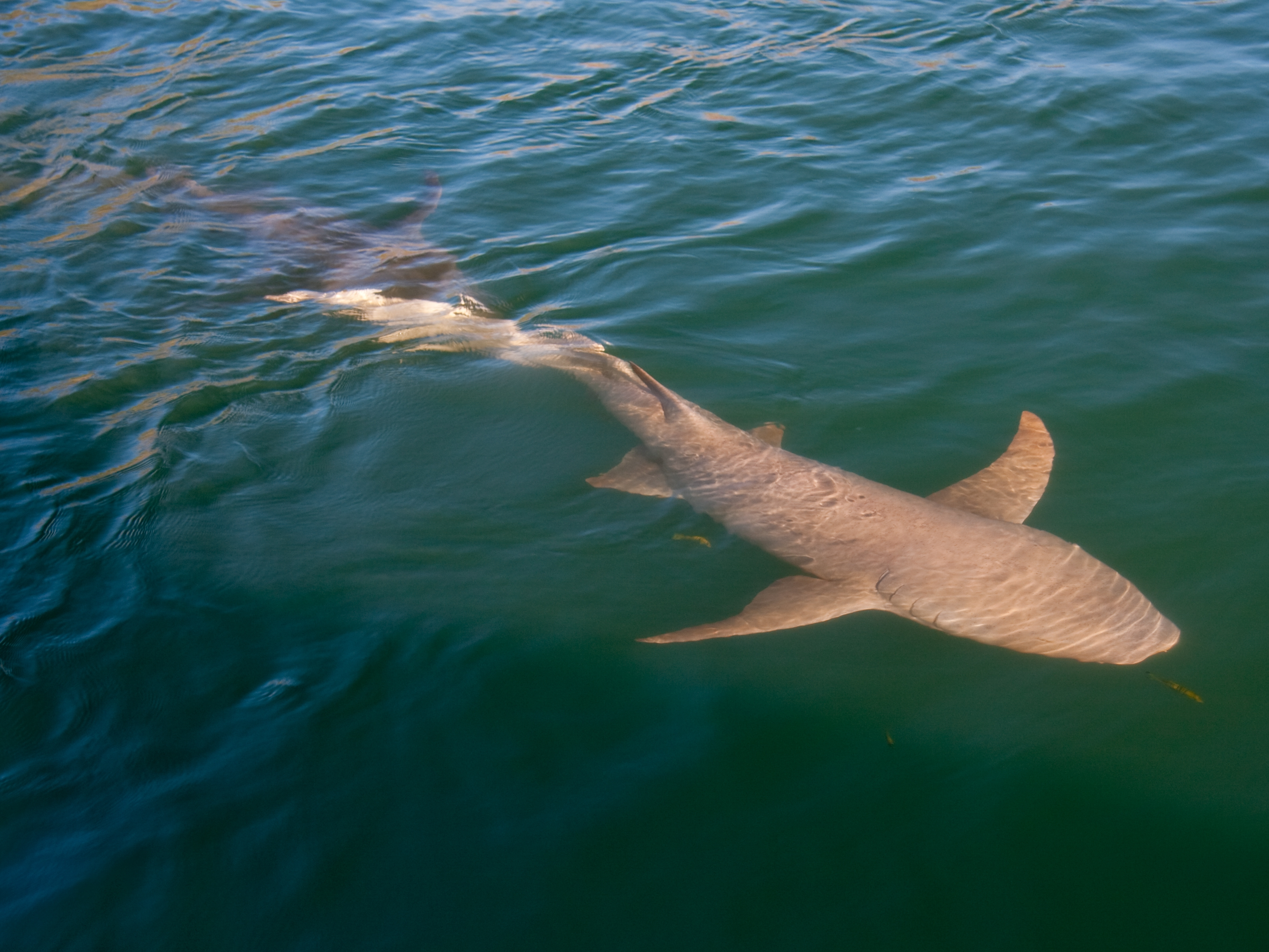
鎌形の胸鰭が特徴。

最大で3.2mになる。頑丈な円筒形の体、幅広く平たい頭を持つ。眼は側面に付いて小さく、上部が隆起し、後方に小さな噴水孔がある。前鼻弁は細長く伸びて触鬚になる。口は小さく、下唇は三葉に分かれる。上顎歯列は29-33、下顎は26-28。瓦状に重なって並び、外側の機能する2-4列以外は狭いスペースに押し込まれている。歯は扇形で基部は広く、3対以上の小尖頭がある。歯は成長と共に高く・分厚くなる。第四・第五鰓裂は他の鰓裂より近接する。
背鰭と腹鰭は角張り、第一背鰭は第二より大きい。胸鰭は細く尖って鎌形であり、他のコモリザメ類とは異なっている。第一背鰭は腹鰭の真上で、第二背鰭は臀鰭より前の上部に付く。尾鰭は成体の全長の1/4に達し、低い上葉を持ち下葉はほとんどない。皮歯は菱形で、4-5本の隆起が放射状に走る。背面は黄・赤・灰色などがかった茶色、腹面は灰白色。環境に合わせて体色をゆっくり変えることができる。幼体では下瞼が白い。
日本・沖縄・台湾沿岸では第二背鰭を欠いた個体が見られる。これは高い塩分濃度・温度・または人の活動の結果かもしれないが詳細は不明である。1986年、第二背鰭を欠く2.9mの成体雄が那智勝浦町で捕獲された。この個体はアルビノであり、これまで発見されているサメのアルビノの中で最大である。

## 生態

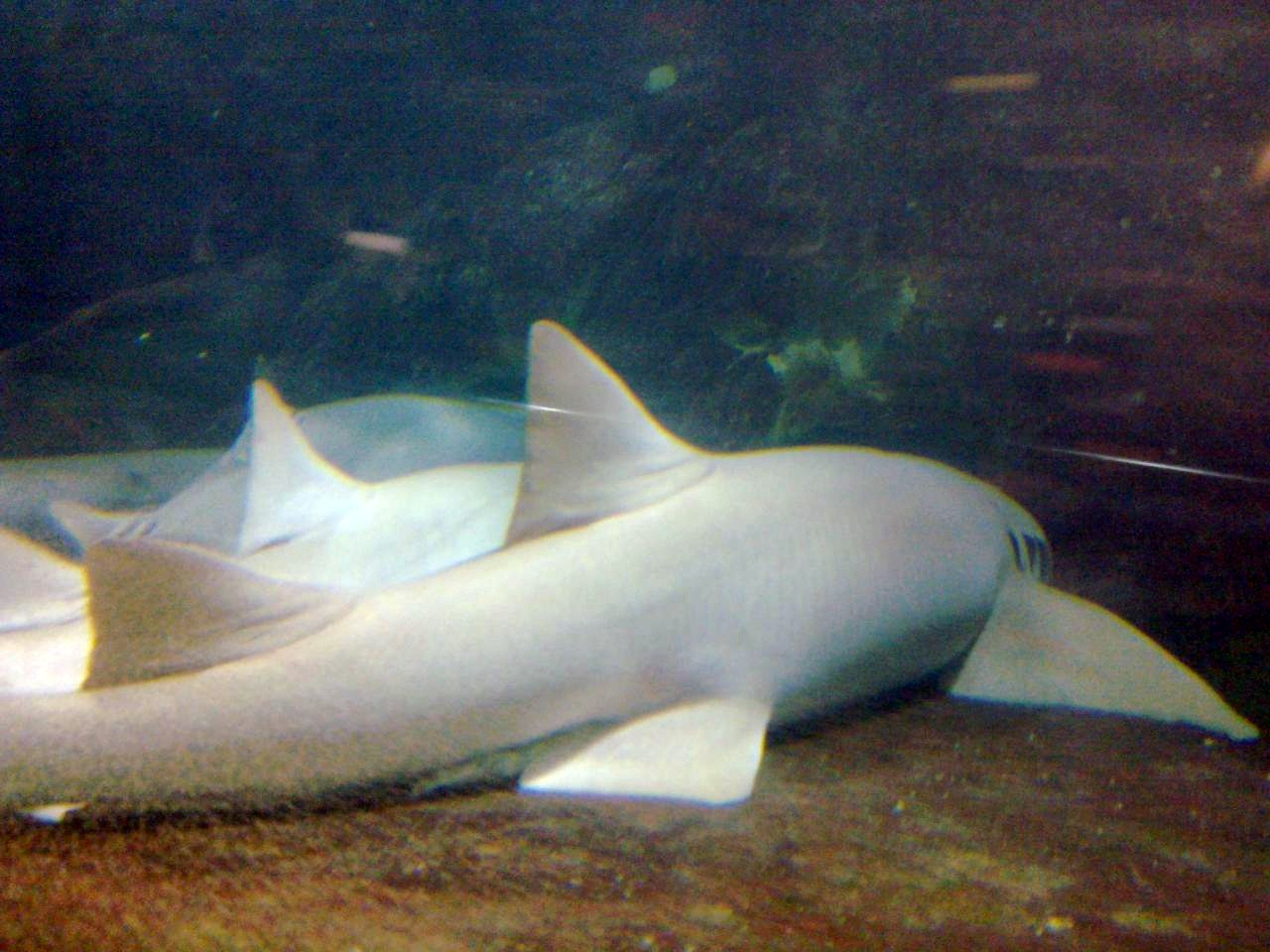
日中はよく積み重なっている。

他のコモリザメ類より流線型であるため、より遊泳性が強いと考えられている。体・頭・鰭・歯の特徴は、レモンザメ(Negaprion acutidens)のような同所に分布する活動的なサメと同等である。捕獲個体は餌の時間によって昼行性にもなるし、マダガスカルでは常に活動的と言われるが、基本的には夜行性である。日中は20匹を超える群れが洞窟や岩棚の下に集まり、積み重なって休んでいる光景が見られる。個々の個体が自身の休息場所を持ち、毎日そこに戻る。
他のコモリザメ類はイタチザメ(Galeocerdo cuvier)やレモンザメの獲物となるが、本種の天敵は少なく、大型のオオメジロザメ(Carcharhinus leucas)やヒラシュモクザメ(Sphyrna mokarran)に攻撃される程度である。 螺旋腸に寄生するPedibothrium属の条虫5種が知られている。

### 摂餌
タコを専食する珍しいサメである。他の餌はサンゴ・ウニ・甲殻類(カニ・ロブスター)・イカ・小魚(ニザダイ・アジ・アイゴ)・稀にウミヘビ。海底をゆっくり泳ぎながら、頭を穴に突っ込んで獲物を探す。獲物を見つけると、筋肉質の咽頭を開いて陰圧を生成し、獲物を吸い込む。

### 生活史
マダガスカルでは6-8月に交配する。成体雌は機能する卵巣を1つ、子宮を2つ持つ。無胎盤性胎生である。テンジクザメ目で唯一卵食性で、胎児は卵黄を使い切ると母体が作る卵を大量に腹に詰め込み、卵黄の替りとして用いる。ネズミザメ目と異なり、胎児が摂取する卵は大きくて殻を持つ。シロワニ(Carcharias taurus)のような胎児の共食いは観察されていない。卵生とした報告もあるが、それは捕獲個体が排出した未授精卵(最大52個)を誤認したためである。卵鞘はタマネギ型で、半透明で薄く茶色の殻を持つ。
出生時の全長は地域によって変化するが、40-80cmである。雌は1つの子宮に最大4個の受精卵を放出するが、新生児はかなり大きいため生まれるのは1-2匹と推測される。ある雌は1つの子宮に2匹の胎児を持っており、一方はもう一方より小さかった。このことから、競争によってどちらかの胎児が排除されることが予想される。雄は2.5m、雌は2.3-2.9mで性成熟する。

## 人との関連

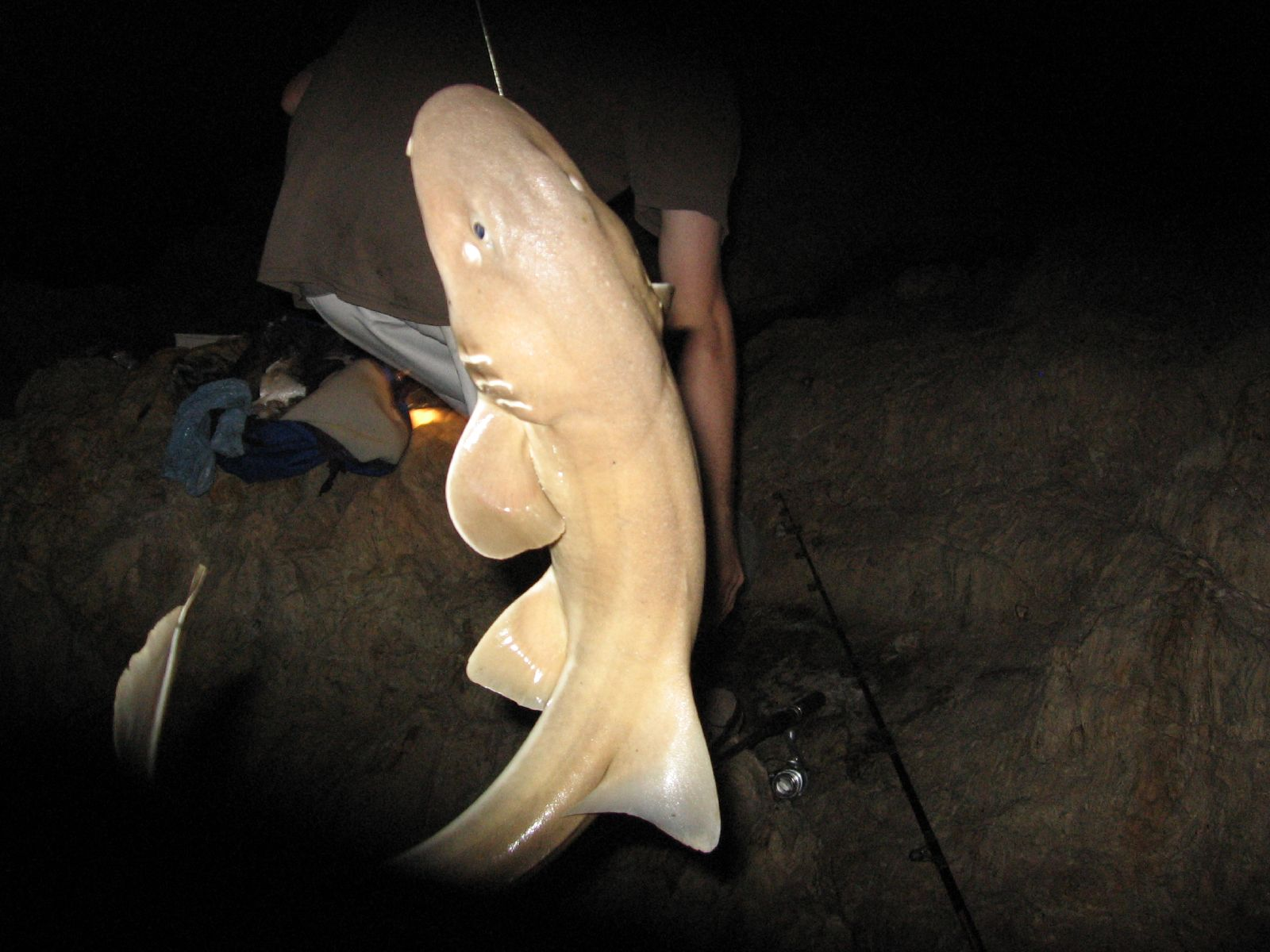
クイーンズランド沖では遊漁者に珍重される。

他のコモリザメより大人しく、通常は何事も無く手で触れることができる。だが、挑発すると噛み付くことがあり、強力な顎と小さな鋭い歯は危険である。タイ・ソロモン諸島などのエコツーリズムで好まれる名物である。水族館で飼育されるが、人に良く馴れ、手から餌を食べるまでになる。
オーストラリアでは利用されないが、パキスタン・インド・タイ・フィリピンなどその他の分布域では商業的に底引き網・刺し網・釣りで漁獲される。肉は生・干物・塩漬けに、鰭はふかひれに、肝臓は肝油に、厚く丈夫な皮は鮫皮に、その他は魚粉に加工される。クイーンズランドではゲームフィッシュとして扱われ、針に掛かると頑強に抵抗し、体を捻って針を外そうとする。引き揚げられた時には水を噴きかけたり、唸り音を出したりすることがあるが、防衛行動かどうかは不明である。
IUCNは危急種としているが、高い漁獲圧があること、また低い繁殖力と分散力によって乱獲から回復するのが難しいことが理由である。さらに、生息地の破壊・毒や爆発物を用いた漁業により影響を受けている。インド・タイからは地域的な減少と絶滅が報告されている。オーストラリアでは漁獲対象でないため軽度懸念とされている。